# Francesco Ballabio
Francesco Ballabio genannt Franco (* 27. Mai 1943 in Lugano; † 16. August 2004 ebenda) war ein Schweizer Rechtsanwalt und Notar, Politiker; Gemeindepräsident von Pregassona, Kommandant der Tessiner Kantonspolizei, Divisionär der Schweizer Armee.

## Leben
Francesco Ballabio, Bürger von Onsernone, wurde in Cassarate, heute Gemeinde Lugano, geboren, wo er die Grundschulen besuchte und anschliessend das Gymnasium Lyceum in Lugano, wo er seine Matura Typus B machte. Er besuchte die Universität Bern und erhielt dort im Januar 1970 seinen Abschluss als Jurist. 1972 erwarb er das Anwalts- und das Notarenpatent. Drei Jahre lang war er Jurist bei der Stadtverwaltung von Lugano. Danach eröffnete er eine Anwalts- und Notariatskanzlei. Seit November 1971 lebte er in Pregassona. Er war auch in der Tessiner Politik aktiv, wo er ein prominentes Mitglied der Partei FDP.Die Liberalen war. Von 1972 bis 1992 war er Mitglied des Gemeinderats von Pregassona, die letzten acht Jahre als Gemeindepräsident. Seit 1980 war er ununterbrochen im Grossen Rat vertreten, wo er Vorsitzender der Gesetzgebungskommission und der Sonderkommission für die Revision der Strafprozessordnung war. Er war Präsident der Verkehrskommission von Lugano, Mitglied des Verwaltungsrats der Verwaltung der Azienda Elettrica Ticinese. Er war Präsident (1972–1975) des Grünen Kreuzes von Lugano. Von Januar 1995 bis Juni 1997 war er Kommandant der Kantonspolizei.
Seine militärische Laufbahn begann er bei den Panzer- und leichten Truppen und setzte sie bei der Infanterie fort. Er befehligte das cp espi 1/9, seit 1. Januar 1982 das bat fuc mont 94, das rgt fant 40 und das rgt fant mont 30; als Generalstabsoffizier diente er immer in der Gebirgsdivision 9. Der Bundesrat ernannte Franco Ballabio auf den 1. Januar 1993 zum Kommandanten der Gebirgsdivision 9 und gleichzeitig wurde er in den Rang eines Divisionärs befördert.
Er war Vizezentralpräsident der Schweizerischen Gesellschaft für Beamte, Mitglied des Circolo Ufficiali di Lugano. Er war verheiratet und der Vater von zwei Söhnen.